# Wiyong
Wiyong is een bestuurslaag in het regentschap Cirebon van de provincie West-Java, Indonesië. Wiyong telt 4146 inwoners (volkstelling 2010).